# Сумаре, Шейх Хаджибу
Шейх Хаджибу Сумаре (фр. Cheikh Hadjibou Soumaré; род. 24 октября 1951, Дакар, Сенегал) — сенегальский экономист, государственный деятель и политик. В 2007 году президент Сенегала Абдулай Вад назначил Шейха Хаджибу Сумаре премьер-министром страны, он занимал этот пост с 19 июня 2007 по 30 апреля 2009 года. В 2011 году становится председателем Западноафриканского экономического и валютного союза (UEMOA) и занимает этот пост до 1 декабря 2016 года.

## Биография
Шейх Хаджибу Сумаре родился в 1951 году в Дакаре и вырос в Тиесе. Начальное и среднее образование получил в Тиесе. В 1979 году закончил Дакарский университет, получив степень магистра по экономике. В 1981 году окончил Национальную школу администрации и правосудия (ENAM) по специальности инспектор казначейства. Шейх Хаджибу Сумаре женат, имеет двоих детей.

## Трудовая деятельность
В 1981 году начал работать сборщиком налогов в областях Каолаке и Седиу, где проработал до 1985 года. В 1985 году Шейх Хаджибу Сумаре был назначен руководителем отдела статистики государственных финансов в Генеральном казначействе Сенегала, а в 1990 году стал главой валютно-кредитной службы министерства финансов Сенегала. В 1991 году становится управляющим Банком кредита и международной торговли Сенегала и занимает этот пост до 1995 года. С 1995 по 2001 год снова работает в министерстве финансов Сенегала на различных должностях.

## Политическая карьера
23 мая 2001 году Шейх Хаджибу Сумаре был назначен министром-делегатом по бюджету и жилищному строительству при Министерстве экономики и финансов. 19 июня 2007 года президент Сенегала Абдалай Вад назначил Шейха Хаджибу Сумаре премьер-министром страны, после того как правительство во главе с Маки Саль ушло в отставку. 30 апреля 2009 года он по собственному желанию подал в отставку, новым премьер-министром был назначен Сулейман Ндене Ндиайе.

## Награды
- Национальный орден Льва (март 2001 года)[5].

## Примечание
1. ↑  https://www.sec.gouv.sn/liste-des-premiers-ministres-du-s%C3%A9n%C3%A9gal
2. ↑  Senegal. www.worldstatesmen.org. Дата обращения: 3 сентября 2019. Архивировано 30 августа 2019 года.
3. 1 2  actualité afrique. Jeuneafrique.com, le premier site d'information et d'actualité sur l'Afrique. web.archive.org. Дата обращения: 3 сентября 2019. Архивировано 30 сентября 2007 года.
4. 1 2  Noellie Niouky. Cheikh Hadjibou Soumaré démissionera de l’UEMOA à compter du 1er décembre (фр.). SeneNews.com. Дата обращения: 3 сентября 2019. Архивировано 3 сентября 2019 года.
5. 1 2 3 4  CHEIKH HADJIBOU SOUMARE NOMME PREMIER MINISTRE : Un haut fonctionnair… archive.fo (28 февраля 2008). Дата обращения: 3 сентября 2019. Архивировано из оригинала 28 февраля 2008 года.
6. ↑  Souleymane Ndéné Ndiaye nommé Premier ministre (фр.). JeuneAfrique.com (30 апреля 2009). Дата обращения: 3 сентября 2019. Архивировано 22 марта 2019 года.